# 墨田区のアート一覧
墨田区のアート一覧（すみだくのアートいちらん）は、墨田区にあるアートスポット（展覧会やワークショップなど美術や芸術に関わるイベントが一度でも行われたことのある場所）や墨田区で行われたことのあるアートプロジェクトの一覧である。

## アートプロジェクト
- 向島博覧会アートロジィ2001
- 向島アートのまち2008
- 墨東まち見世2009-2012
- 墨東まち見世アートプラットフォーム
- 39アートin向島
- 向島デザインワークショップ2019
- すみだ向島EXPO
- すみだ川ものコト市
- 隅田川 森羅万象 墨に夢 – Sumida River Sumi-Yume Art Project（通称：すみゆめ）
- ファンタジア！ファンタジア！（通称：ファンファン）
- すみだスタジオネットワーク
- 30秒に一回みっける写真道場!!
- Lat｜Longproject
- 墨東文庫
- 路地園芸術祭
- 帰ってきたキューピッドガールズ
- 自転車部
- ドンツキ協会
- すみだ百花蜜プロジェクト
- ポスト工務店BUGHAUS
- すみだ青空市ヤッチャバ
- 橘館
- 寺島なす復活プロジェクト
- ヒコーキやろう
- すみだクリエイターズクラブ
- すみだ川アートプロジェクト
- 北斎ヨガ
- TOPPING EAST
- 街角スライダーズ
- ひきふねまちゼミ
- VR東²京(VR HIGASHI TOKYO)

## アートスポット
- 葵屋ぽんこ堂
- Reminders Photography Stronghold
- 東京油田カフェ
- ギャラリーアビアント
- ギャラリー緑壱
- ギャラリーモモ
- 硝子企画舎
- CIELO FIORE
- 東向島珈琲店
- 一軒家カフェikkA
- こぐま
- float
- logique
- art trace gallery
- aikokoギャラリー
- トッピー絵画教室
- あをば荘
- 紙工房 堂地堂
- 和カフェ&ギャラリーみづき
- 爬虫類館 分館
- 玉ノ井カフェ．
- ビカス
- アトリエまくらのいきおい
- yahiro8
- アトリエ イル フィオレット
- 門天ホール
- 押上猫庫
- 押上文庫
- KAMISM Lab.
- スタジオ楽卯
- ちいさな硝子の本の博物館
- アトリエアミーチ
- HIS-FACTORY
- muumuu coffee
- 渋家工房
- 隅田図画工房
- DANCE Studio UNO
- ドマトトコ（close）
- かえるのトンネル
- 仕立て屋直や
- さぶたけ
- スパイスバー猫六
- LE PETIT PARISIEN
- シルクスクリーン工房sampo
- seesaw（close）
- ウラダナ
- fumee
- nusumigui
- 職場や
- co-lab 亀沢
- MEW
- vivar
- 自転車雑貨のお店 千輪
- すみまめカフェ
- spiid
- ubune（ユブネ）
- 仮面屋おもて
- やひろ食堂
- となり製作所
- NEWLD
- Sheep Stuido
- Arai Associates
- J-flow（ジェイ・フロー）
- 両国BEAR
- halaheru
- TABULAE
- hirakie
- 二階の食堂 kanegafuchi（close）
- Bar LOSTBOY
- 古書肆　右左見堂（close）
- シャレノバ（close）
- そらだねカフェ
- moi coffee（close）
- ・（TEN)（close）
- デトロイトコーンクラブ（close）
- クアトロ
- ダルストン
- 喫茶ランドリー
- gallery hydrangea
- gallery TOWED
- merikoti
- 墨田長屋
- シルクロードカフェ
- テンポラリ
- 文華連邦
- Token Art Place
- 北條工務店となり
- パザパ
- 無人島ギャラリー
- 小倉屋跡（仮）
- 文花会館1階ⅡBstudio
- KAB Library and Residency
- ハト屋パン店
- 京島屋梅里
- ロマン美容室（仮）
- アカデミックハウス
- 旧邸稽古場
- ハイチ跡
- Knot Gallery
- Studio Peanuts